# Ogden, Kansas
Ogden är en ort i Riley County i Kansas. Orten har fått sitt namn efter militären E.A. Ogden. Vid 2010 års folkräkning hade Ogden 2 087 invånare.